# 福岡幸治
福岡 幸治（ふくおか こうじ、1975年8月25日 - ）は、日本の元ラグビー選手。

## プロフィール
- 滋賀県出身[1]。
- 現役時代のポジションはフルバック(FB)。
- 日本代表通算キャップ数は2。

## 略歴
八幡工業高校、大東文化大学を経て、1998年、ワールドに加入。
現役引退後、帝京大学のキッキングコーチを務めた。

## 受賞歴
- 2003-2004シーズン:ベストキッカー